# Qazvín
Qazvín (persa: قزوین, Qazvīn), també transcrit Qazwin, o Ghazvin, és una ciutat de l'l'Iran capital de la província de Qazvin. La seva població el 2005 era de 331.409 habitants (81.000 el 1966). Està a uns 12 km al sud de les muntanyes i controla un pas que és i era el tradicional camí entre la mar Càspia i l'Àsia Menor fins al golf Pèrsic. La ciutat ha patit una tradicional manca d'aigua el que li va impedir un desenvolupament com altres ciutats com Rayy, tot i la seva millor situació estratègica.
La moderna economia està basada en els tèxtils, especialment cotó, seda i vellut amb llarga tradició, i la pell. A la rodalia hi ha l'estació electrica Shahid Raja'i que produeix el 7% de l'electricitat del país. La ciutat disposa de diverses universitats i centres d'educació superior: la Universitat Internacional Imam Khomeini, la Universitat Raja, la Universitat de Qazvin de Ciències Mèdiques, la Universitat Kar i la Universitat Islàmica Azad de Qazwin.

## Història
Les troballes arqueològiques demostren l'existència d'establiments a la zona de fa uns nou mil anys. El rei sassànida Sapor II de Pèrsia (310-379) va fundar la ciutat com una fortalesa fronterera contra els atacs daylamites, amb el nom de Shad Shahpur, sobre una ciutat ja existent fundada per Sapor I (240-270) vers el 250.

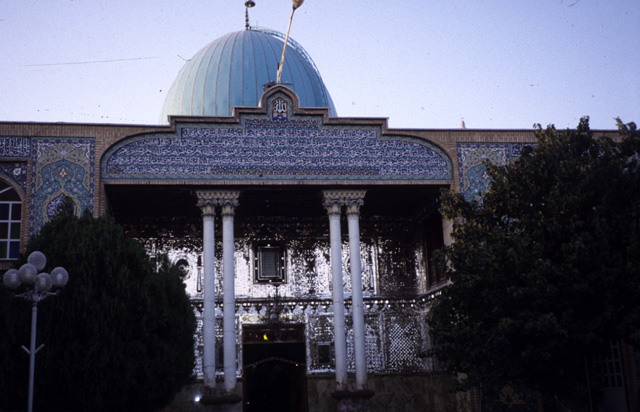
"Peighambariyeh" on estan enterrats quatre suposats sants jueus, els noms àrabs dels quals són Salam, Solum, al-Qiya, i Sohuli

## Conquesta musulmana
Fou conquerida per al-Barà al-Àzib i Zayd ibn al-Jabal al-Tai el 644. Els habitants van obtenir un tractat del tipus sulh i després, per no pagar la djizya, es van fer musulmans. Des de Qazvín es van fer expedicions al Daylam i Gilan, i al-Bara va conquerir Zandjan. Sad ibn Abi-Waqqàs, successor d'al-Walid ibn Ukba com a governador de Kufa, va fer expedicions a Daylam i va construir un barri a Qazvín. Sota els omeies i després amb els abbàssides, Qazvín va tenir governadors locals. Un segon barri fou fundat pel califa Musa al-Hadi (785-786) sent anomenat Madinat Musa. El mateix califa va comprar la veïna Rustamabad per crear un wakf a favor de Qazvín. Mubarak al-Turki, llibert d'al-Hadi, va construir un tercer barri a Qazvín anomenat Mubarakabad (792/793).

## Sota el Califat
En temps d'Harun ar-Raixid (786-809) aquest va visitar la ciutat de camí a Khurasan i impressionat pels freqüents atacs daylamites, va eximir a Qazvín del kharaj o impost de la terra a canvi d'un pagament anual de 10.000 dírhams, i fou erigida en província; també va ordenar la construcció d'un mur a Madinat Musa i Mubarakabad (que no es va acabar fins al 868) i d'una mesquita pel manteniment de la qual es van crear diversos edificis en wakf. Fou governada per al-Qàssim ibn ar-Raixid sota el qual els terrenys de l'estat es van ampliar considerablement per l'entrega dels terrenys pels terratinents als que es garantia la protecció; els terratinents pagaven uns tributs determinats i mantenien l'usdefruit perpetu.
A la mort d'Harun (809) va seguir la guerra civil entre els seus fills al-Amin i al-Mamun i el governador del Jibal, Abu Dulaf al-Kasim ibn Isa, va donar suport al primer. Aquest el va enviar contra el seu germà i rival, a les ordes d'Ali ibn Isa ibn Mahan, però aquest fou derrotat i mort per les forces d'al-Mamun dirigides per Tahir Abu l-Tayyib Dhu'l-Yaminayn (Tahir ibn Husayn) que va conquerir Qazvín, Hulwan, Kanekin i Ahwaz i va assetjar Bagdad junt amb Harthama ibn Ayan el 812/813. Abu Dulaf es va retirar a Karadj i des de llavors va romandre neutral però va refusar jurar fidelitat a al-Mamun mentre al-Amin fou viu. Ho va fer a la mort d'al-Amin el 813. Al-Mamun el va cridar a Rayy, el va perdonar i el va nomenar altre cop governador del Jibal. El gust d'al-Mamun per la poesia els va convertir en bons companys. Com a governador va rebutjar atacs dels daylamites a Qazvín, i els va perseguir i destruir les seves fortaleses obligant-los a pagar l'impost de la djizya o a convertir-se a l'islam. En premi el seu govern fou ampliat per abraçar Esfahan i Qazvín. A la mort d'al-Mamun, Abu Dulaf va tenir el favor del califa al-Mutasim (833-842) i del príncep al-Wathiq, que després fou califa. Va mantenir el govern de Qazvín i va servir a les ordes d'al-Afshin a la campanya contra Babak a l'Azerbaidjan (836/837). En aquest temps la majoria de la població era d'origen àrab. El califa al-Mútassim (833-842) va decidir mantenir la lluita contra els daylamites i va enviar com a governador de Qazvín a Abu Mansur al-Kufi que durant 20 anys va lluitar contra ells (838-858) i va conservar el càrrec a l'entorn de 20 anys més posteriorment (858-878). El 863/864 Qazvín va patir un terratrèmol important.

## Els Alides
El sàyyid alida al-Hassan ibn Zayd (o Zaid) al-da'i al-kabir (Hassan ibn al-Bakir ibn Zayd), va agafar la direcció de l'aixecament alida a Čalus i Kalar al Tabaristan el 864 i va donar protecció als habitants contra el governador tahírida que volia apoderar-se de les terres comunals de pastura. El governant local djustànida Wahsudan es va sotmetre a al-Hassan ibn Zaid vers el 865, però al cap d'un temps ambdós es van enemistar, i el poder va passar al seu fill Justan III ibn Wahsudan, que tenia bones relacions amb al-Hassan ibn Zaid (que portava el títol de da'i) i el va invitar a enviar representants a Daylam. Amb l'ajuda d'al-Hassan, Justan III va ocupar Rayy als tahírides, i es va apropiar després de Qazvín i Zandjan (866) on el governador Abu Mansur al-Kufi va reconèixer a al-Hassan ibn Zayd. El 867 el califa va enviar un fort exèrcit dirigit per Musa Qazvín Bugha que va recuperar Rayy, Qazvín i Zandjan (868); el príncep legítim de Baspracània, Asoci Arzeruni, ostatge del califa, va aprofitar que fou enviat a aquesta expedició, dirigint un cos d'auxiliars armenis, per (després de guanyar la batalla) escapar-se cap al seu país. Abu Mansur al-Kufi va reconèixer l'autoritat de Musa ibn Bugha, el qual va acabar les muralles, va ampliar la població i va reprimir una revolta alida dirigida per Kawkabi (probablement el 869). En aquest temps va agafar preeminència la família local dels Sadat.

## Sota els samànides
El 902 els samànides es van apoderar de Tabaristan que estava en poder de la dinastia zaidita, i poc després de Qazvín i Rayy. Ilyas ibn Ahmad va esdevenir governador el 905/906. L'any següent (906/907) Abu Ali, ancestre de l'historiador al-Mustawfi, va ser nomenat governador pel califa, i va governar sota diverses autoritats, durant 27 anys i els seus descendents fins al 1029/1030. El 913/914 fou posada sota autoritat d'Alí ibn al-Múqtadir junt amb Rayy, Dinawar, Zandjan, Abhar i Tarum. Yusuf ibn Abi l-Sadj, governador de l'Azerbaidjan, va ocupar el 917 la Pèrsia del nord: Zandjan, Abhar, Qazvín i Rayy que pertanyien als samànides que hi tenien un governador anomenat Muhàmmad ibn Ali Suluk; el califa va enviar a l'Azerbaidjan un exèrcit dirigit per Munis al-Mudhàffar que va derrotar a Yusuf el 919 i el va portar presoner a Bagdad i va romandre tancat tres anys, però després fou alliberat i restaurat en el seu govern de l'Azerbaidjan així com al govern de Rayy i el Jibal, El 927 Asfar ben Shiroya que s'havia revoltat contra Maqan ibn Kaki de Gurgan va derrotar a un exèrcit enviat pel califa al-Múqtadir (908-932) a la rodalia de Qazvín i va establir el seu poder sobre la ciutat i els territoris entre Tabaristan i Gurgan fins a Qom i Hamadan. La població de Qazvín era lleial al califa però la ciutadella fou ocupada per Asfar i gran nombre de ciutadans foren executats; la ciutat va quedar parcialment destruïda i va haver de pagar una forta contribució en espècies.
El 928 la va ocupar Mardawij ibn Ziyar. Vers el 933 o 934 el califa al-Qàhir va escriure a Mardawij i li va proposar el seu reconeixement com a governador de Rayy i Jibal (Qazvín i Qom) a canvi d'evacuar Esfahan, cosa que fou acceptada. Mentre Ali ibn Buya (conegut després a la història com Imad-ad-Dawla), governador de Karadj, que havia reunit una tropa important i moltes riqueses arrabassades als khurramites, es va apoderar de Fars (934); assassinat Mardawij per les tropes turques, Imad-ad-Dawla va enviar al seu germà Hassan (conegut després com a Rukn-ad-Dawla) a Esfahan (936). Inicialment els ziyàrides dirigits per Wuixamguir ibn Ziyar (germà de Mardawij), ocupats lluitant contra els samànides, van oposar mínima resistència a Esfahan, que fou ocupada per Rukn-ad-Dawla, però diversos conflictes en les forces buwàyhides i un contraatac de Wuixamguir, van obligar a Rukn-ad-Dawla a evacuar (939) la ciutat, que va quedar en mans del ziyàrida. Tot i que Ali (Imad-ad-Dawla) no va enviar gaire suport al seu germà, aquest va passar a l'ofensiva i va reconquerir Esfahan (940) i després de derrotar a Wuixamguir en una batalla, va entrar a Rayy (que els ziyàrides havien arrabassat als samànides) i Qazvín. El govern local va restar en mans dels ancestres de l'historiador al-Mustawfi sota sobirania dels emirs buwàyhides.

## Sota els Buwàyhides
Hassan (Rukn-ad-Dawla) va governar fins a la seva mort el 976; el 968/969 es van produir greus disturbis a Qazvín i el visir Abu l-Fath Ali ibn Muhàmmad fou enviat a la ciutat i va imposar als habitants una forta multa (1.200.000 dirhams); l'any següent (970/971) Qazvín va patir un fort terratrèmol. Mort Rukn-ad-Dawla el seu domini va passar al seu fill Muàyyid-ad-Dawla (976-984) sota l'autoritat del cap de família, el seu germà gran Àdud-ad-Dawla. Va tenir com a wazir a Ismaïl ibn Abbad que va tenir un govern encertat. El seu germà Fakhr-ad-Dawla va governar després (976-980 i 984-997); va fer front a una revolta local a Qazvín el 987; a la seva mort el 997 el va succeir el seu fill de 4 anys Majd-ad-Dawla) que va governar sota tutela de la seva mare.

## Conquesta gaznèvida
El 1029/1030 Rayy i Qazvín foren ocupades pels gaznèvides liquidant la sobirania buwàyhida i el govern dels ancestres d'al-Mustawfi que en endavant ja no apareixen més com a governadors sinó exercint el càrrec de mustawfi que els va donar nom. El 1033/1034 el govern fou confiat a Abu Ali Muhàmmad Jafari que la va conservar uns anys i després el van succeir els seus fills fins a un total d'uns 60 anys; el 1038/1039 els oghuz es van presentar a la ciutat i també el daylamita Fana Khusraw que el 1037 havia ocupat Rayy i massacrat part dels seus habitants, i Abu Ali Muhàmmad Jafari va comprar la retirada d'ambdós per set mil dinars. Després de la batalla de Dandanakan del 23 de maig de 1040 que va donar el Khurasan als seljúcides que es van apoderar tanmateix dels dominis gaznèvides a Pèrsia, com Rayy i Qazvín, el governador local d'aquesta darrera va reconèixer a Toghril Beg I. El 1046 la va visitar el geògraf Nasir-i Khusraw que diu que tenia jardins, mercats i un mur, però mancava l'aigua. Va romandre sota domini de diversos maliks i amirs.

## Sota els Seljúcides
Després del 1090 els ismaïlites es van apoderar d'Alamut. L'emir Abu l-Mahasin Ruyani (vers 1093) va convèncer a la població de condemnar a mort a tots els que vinguessin de la direcció d'Alamut, per evitar el contagi ismaïlita. El 1119/1120 Qazvín va patir un terratrèmol important que va causar molts danys. Des de les fortaleses del Rudbar els ismaïlites van atacar Qazvín algunes vegades com el 1129 sota Buzurg-Ummid (1124–1138) quan van matar a 400 persones en revenja pel linxament d'un enviat ismaïlita a Esfahan. Sota Muhàmmad I (1138–1162) i va haver diversos atacs i contraatacs. El 1165 els ismaïlites van construir la fortalesa de Majil, al pas del mateix nom, des de la que podien amenaçar Qazvín situada a pocs quilòmetres.

## Sota els atabegs
El sultà Sandjar (1118-1157) va concedir Qazvín a Tughril ibn Muhàmmad. El sultà seljúcida Muhàmmad va morir el 1160 i després d'un breu regnat de Sulayman Shah que fou assassinat segurament sota ordres d'Ildegiz, els amirs van acceptar com sultà al seu fillastre Arslanshah, que va anar a Hamadan i fou proclamat i segurament llavors Ildegiz fou proclamat gran atabeg. Com a governant virtual de l'Iraq, va aconseguir l'aliança dels governants de Fars, Kirman, Khuzestan, Kelat (Akhlat) i Shirwan. Va enfrontar dues revoltes dirigides per Hussam-ad-Din Inandj de Rayy, el 1161, i després altre cop el 1165. Després de la primera va aconseguir la seva aliança casant-se una filla d'Inandj amb Muhàmmad Pahlawan, fill d'Ildeguiz; però el 1165 Inandj, aliat al xa de Coràsmia i als amirs de Fars i de Qazvín va intentar deposar Arslanshah en favor del seu germà Muhàmmad; aquesta segona revolta fou derrotada per Ildegiz però Inandj va aconseguir retirar-se a Rayy i va obtenir el suport del xa de Coràsmia Il Arslan; el 1169 Ildegiz es va presentar a Rayy i va subornar al visir d'Inandj, Sad-ad-Din al-Ashall, per assassinar al seu superior, crim que va posar fi a la revolta i llavors Rayy va passar a Muhàmmad Pahlawan, el fill d'Ildegiz que ja havia rebut Ardabil a la mort del seu amir. Muhàmmad Pahlawan va esdevenir amir-i hidjab a la cort del sultà; un altre fill, Arslan Uthman, que havia quedat amb el control d'Arran, va rebre el càrrec d'amir-i isfahlasar.
A la mort de Muhàmmad Pahlawan el 1186/1187 el seu fill Kutlug Inandj va rebre un feu al Jibal. La seva mare Inandj Khatun, es va casar amb el nou atabeg Kizil Arslan Uthman i l'afavoria per la successió, ja que el seu nou marit no tenia fills. Assassinat Kizil Arslan Uthman, segurament enverinat per Inandj Khatun, el 1191, Kutlug Inandj fou proclamat atabeg, però va haver de fer front al seu germanastre Nusrat-ad-Din Abu Bakr d'Arran i l'Azerbaidjan, que es considerava atabeg, i sobretot al sultà seljúcida Toghrul ibn Arslanshah que acabava de ser alliberat del seu captiveri a l'Azerbaidjan i havia obtingut suports per recuperar el poder. Nusrat-ad-Din Abu Bakr va consolidar el seu poder a Arran i l'Azerbaidjan, mentre Toghrul i Kutlug Inandj disputaven el Jibal. El 1192 Toghrul va derrotar a Inandj i al seu germà Amir-i Amiran i va dominar la major part del Jibal. Els dos derrotats havent perdut quasi tot el Jibal, van intentar combatre a l'Azerbaidjan i Arran contra Abu-Bakr i foren derrotats el 1193. Kutlug Inandj va fugir al Jibal on amb el suport del xa de Coràsmia Ala-ad-Din Muhàmmad va aconseguir finalment eliminar a Toghrul; les tropes coràsmies van matar el sultà seljúcida durant la seva segona incursió el 1194. Kutlug va rebre el territori del Jibal com a feudatari del xa de Coràsmia però algun temps després fou assassinat pel general corasmi Miadjuk. El 1195 Hamadan, Qazvín i Esfahan ja havien passat al califa abbàssida al-Nasir, el gran rival dels corasmis, i el poder a la resta del Jibal va quedar en mans dels ghulams pahlawanites. Per la seva banda Amir-i Amiran es va enfrontar altra vegada (1193) a Abu Bakr ara amb el suport del Shirvanshah i de la reina Tamara de Geòrgia, i va obtenir la victòria prop de Gandja que va ocupar, però Abu Bakr va poder fugir cap a Nakhtxivan. Amir-i Amiran va morir al cap de poc i Gandja es va sotmetre llavors altra vegada a Abu Bakr.

## Conquestes del xa de Coràsmia
El 1217/1218, en el conflicte entre el xa de Coràsmia i el califa an-Nàssir, Sad I ibn Zangi va marxar al nord i va ocupar Rayy, Qazvín i Semnan, però fou derrotat amb una batalla amb els corasmis prop de Rayy i fet presoner. Llavors Qazvín va passar a Coràsmia. Però fou per poc temps; la conquesta mongola (1220) va posar en fuita al xa de Coràsmia Alà-ad-Din Muhàmmad; el general mongol Subotai finalment van atrapar a Muhàmmad a Qarun, però aquest va fugir al darrer moment i en va perdre el rastre; llavors Subotai van tirar enrere i en venjança van destruir Zandjan i segurament van conquerir a l'assalt Qazvín on tota la població fou massacrada com a càstig. A la sortida dels mongols es va produir un buit de poder i el 1124 l'amir local va reconèixer a Jalal-ad-Din Manguberti. Aquest fou derrotat i mort pels mongols el 1131 i Qazvín va restar sota domini dels governadors mongols. El 1253/1254 fou designat governador local Iftikhar-ad-Din Muhàmmad al-Bukhari que va governar ajudat pel seu germà Imam-ad-Din Yahya; junts van governar fins al 1278/1279.

## Domini mongol i il-kànida
A la primavera del 1283 Arghun (el futur Il-kan Arghun Khan) va retornar al Khurasan. En arribar a Rayy es va trobar que el seu delegat (shehna) en aquesta ciutat havia estat deposat i torturat per orde del seu oncle Ahmad Teguder i substituït per un delegat d'aquest; el va detenir i el va retornar al seu oncle muntat en un ase; llavors va intentar aconseguir l'adhesió dels amirs orientals; Kungurtai va caure sota sospita de conspirar amb Arghun per prendre el poder i fou arrestat el 17 de gener de 1284 i executat al Karabagh l'endemà. Ahmad llavors va enviar al seu gendre, el general georgià Alinak, en expedició contra Arghun, i ell va marxar al darrere amb l'exèrcit principal, sortint de Pilsavar a l'estepa de Mughan el 26 d'abril de 1284. Arghun va derrotar a Alinak a Ak Khwadja prop de Qazvín el 4 de maig, però es va haver de retirar cap a l'est perseguit per Ahmad; va intentar fer la pau amb el seu oncle, però aquest va descartar qualsevol arranjament.
En els conflictes del regnat de Ghazan Khan (1295-1304) va patir els atacs dels ilčis i la ciutat es va buidar. Sota Oldjeitu el govern local va passar a Hussam-ad-Din Amir Umar Shirazi i a Hadjdji Fakhr-ad-Din Ahmad Mustawfi. Abu Said Bahadur Khan va assignar la província per les despeses de la casa (ulus) de la seva mare i del personal. Fou sota els mongols principalment quan a la regió es van establir majoritàriament els turcmans.

## Cobànides, jalayírides i timúrides
Després de l'enfonsament il-kànida la regió va acabar a mans dels cobànides i després del 1356 dels djalayàrides. El jalayírida Bayazid ibn Uways dominava Qazwin i Sultaniya aliat amb l'amir Sariq Adel (1383) i es va aliar al muzaffàrida Shah Shuja el 1383. Poc després va pactar la pau amb el seu germà Ahmad ibn Uways. Sariq Adil (que dominava a Sultaniya) fou destituït per Shah Shuja que se’l va emportar a Fars, i Sultaniya fou cedida a Ahmad ibn Uways de Tabriz i Bagdad que en va donar el govern al seu fill Akbugha. Bayazid va conservar Qazwin per poc temps i la va abandonar en favor del seu germà per marxar al Luristan. Un general de Tamerlà, Umar Abbas va entrar a Sultaniya i se’n va fer amo i senyor i ho va comunicar a Timur que pel seu costat ja havia entrat a Rayy. Tamerlà no va conservar aquestes places que van tornar a poder dels jalayírides. Però el 1393 l'avantguarda timurida va arribar a Qazwin, al governador de la qual, Shah Suar, van derrotar i el van enviar a Tamerlà.
El 1405 el príncep Abu Bakr es va apoderar de Sultaniya. En dos dies Muhàmmad Umar, sobirà de l'Azerbaidjan, va arribar a la ciutat que Abu Bakr va evacuar, i va enviar a l'amir Abd al-Razzak, fill de l'amir Kodadad Husayni, a perseguir-lo. A la vora de Kazwin els dos exèrcits es van trobar i després d'una batalla que va durar tot el dia, sense guanyador clar, Abu Bakr va poder seguir cap a Rayy i Abd al-Razzak va haver de tornar a Sultaniya d'on Muhàmmad Umar ja se'n havia anat però que havia deixat en mans d'amirs fidels Quan Bayan Kutxin es va revoltar a Xahriyar, Abu Bakr va deixar a Xirin Beg al càrrec de Kazwin i va marxar contra Xahriyar que va assetjar i va derrotar a Bayan. Abu Bakr era a Sultaniya i allí va saber que el seu visir Ilgaz l'havia trait i havia reconegut com a sobirà a Sayyid Rida Kiya, príncep de Gilan; Ilgaz havia abandonat Kazwin per anar a Rudbhar. Abu Bakr va anar a Kazwin i va enviar tropes a perseguir a Ilgaz; es va entregar quan li van dir que el príncep li concedia una amnistia, però portat a Kazwin, fou condemnat a una multa enorme que no va pagar ja que va morir per les tortures.
El 5 d'abril de 1409 Kazwin fou saquejada per Kiya Murad Talikani i Muzid Bekneh, però aquests amirs foren atacats per Bistam Jagir, que no estava molt lluny, i foren derrotats. Abd al-Razzak ibn Kodadad Husayni, amir de Muhàmmad Umar que s'havia passar a Abu Bakr i després actuava per lliure, va prendre el control de Kazwin (1409) i poc després, quan el sultà jalayírida Ahmad ibn Uwaysva es va acostar a l'Iraq Ajamita, el va reconèixer com a sobira igual com van fer altres amirs d'altres ciutats. L'estiu del 1413 elk turcman Kara Yusuf dels kara koyunlu va entrar a les províncies de Kazwin i Sultaniya que foren lliurades a la devastació mes absoluta.

## Domini Kara Koyunlu
Fou conquerida pels qara qoyunlu sota Iskandar ibn Kara Yusuf el 1429; Xah Rukh la va reconquerir el 1430, però vers el 1448 o 1449 va retornar als qara qoyunlu.

## Ak Koyunlu i safàvides
El 1469 va passar als aq qoyunlu, sota domini dels quals fou afectada pel terratrèmol de 1484/1485 al Talikan; el 1501 va passar als safàvides.
Després del 1514 la capital safàvida que era a Ardabil es va traslladar a Tabriz però massa exposada davant els otomans, el 1555 es va traslladar a Qazvín que havia començar a adquirir importància els darrers anys especialment després de ser afectada el 1549/1550 per un terratrèmol del Rudbar, quan fou restaurada; com a capital safàvida va rebre el títol de Dar al-Saltana (Casa del sobirà) i fou teatre de proclamacions i de morts dels sobirans com Haydar Shah que hi fou proclamat el 22 d'agost de 1576 o Ismail II de Pèrsia, mort a Qazvín el 24 de novembre de 1577. El 1557/1558 no obstant fou damnada per unes inundacions.
Sota Tahmasp I (1524-1576) es va difondre l'heretgia nuktarita, dirigida a Qazvín per Darwish Khusraw, suposadament un cap popular de les classes inferiors; després d'un temps associat als nuktawis fora de la ciutat va retornar a Qazvín on gaudia de força suport i per por de la seva popularitat, fou acusat pels ulemes d'heretge, i fou expulsat de la mesquita on havia establert la seva seu. A la mort de Tahmasp II el 1576 es van produir seriosos disturbis; els turcmans es van revoltar i van proclamar a Tahmasp Mirza, fill del xa difunt, dominant per un temps la ciutat i capital tot i la proclamació d'Haydar Shah. Llavors Darwish Khusraw va reprendre la predicació i va recuperar molts seguidors, fins que fou executat per heretge el 1593/1594. La primavera del 1586 Hamza Mirza, que estava assetjant Tabriz (en poder dels otomans) va marxar contra Qazvín, va derrotar els turcmans i va fer presoner a Tahmasp Mirza, posant fi a la revolta. La vila no va patir gaires desperfectes.
El 1596/1597 Abbas I el Gran va decidir traslladar la capital a Esfahan, però el desembre de 1598 una delegació britànica dirigida per Sir Anthony Sherley encara va estar a Qazvín on romania la capital; el seu germà Robert Sherley hi va morir el 1627 amb Sir Dodmore Cotton. El pare carmelita Paul Simon va estar a Qazvín el 1607 quan ja no era capital, i diu que era tan gran com Esfahan; Pietro della Valle el 1618 ja no hi va trobar res que li fes pensar en una capital, però en canvi Sir Thomas Herbert el 1627 diu que igualava en grandària qualsevol altra ciutat de l'imperi menys Esfahan, i calcula la població en 200.000 habitants; deu anys més tard Oleaurius la va calcular en cent mil habitants.
Quan va deixar de ser capital, Qazvín no va esdevenir província separada sinó que va quedar sota administració d'un wazir, un darugha, un kalantar i un mustawfi. Sota domini safàvida dues famílies o faccions es van enfrontar pel poder local; els Haydaris i els Nimatis. El 1635/1636 va patir una epidèmia de pesta (taun). El 1674 Chardin diu que les muralles estaven en ruïnes i que la vila havia perdut els trets d'una gran capital, i calcula els seus habitants en cent mil. Cap al final del regnat de Sultan Husayn I (1694-1722) la ciutat havia perdut força població i la regió es va constituir en província sota un beglerbegi, el primer dels quals fou el ghulam Tahmasp, el qual rebia una remuneració amb càrrec als impostos (wudjuhat) recaptats als districtes de la rodalia, i amb el seu import havia de mantenir només 300 soldats, cosa que dona idea de la seva poca importància.

## Període de Nadir Xah
El 1722 fou ocupada per Aman Allah Khan amb 6000 homes, sota ordes de l'afganès Mahmud Khan. El gener de 1723 la població es va revoltar dirigida pels kalantars de la ciutat i els afganesos es van retirar a Esfahan després de perdre dos mil homes. El 1726 la ciutat es va entregar als otomans amb la condició que el governador otomà establert no tingués tropes a la ciutat, però l'acord no es va respectar i Ali Pasha va entrar a la ciutat amb 12000 homes. Algun temps després en foren expulsats i la ciutat es va declarar per Nadir Khan (després Nadir Shah). El 1744 un comerciant local va informar a Hanway que la ciutat només tenia uns 10.000 habitants.

## Període qajar
Fath Ali Shah va nomenar governador al príncep Muhàmmad Ali Mirza (1789/1790) que va exercir fins al 1806/1807. Progressivament va esdevenir centre estratègic i comercial en estar entre Teheran, Tabriz i Enzeli (a la mar Càspia). El 1809 hi va passar James Morier que la va trobar parcialment destruïda per un recent terratrèmol; la població s'estimava per Morier en 25.000 habitants, estimació que es va repetir durant 50 anys. El 1818 el xa va designar governador a Abbas Mirza, per facilitar el seu camí a Teheran en cas de pujar al tron. Durant el segle xix i la primera meitat del següent va patir diverses epidèmies de còlera, i el 1850/1851 va patir unes inundacions considerables. El 1880 un cens estimava la població en 64.362 habitants. El 1884 Mirza Husayn Farahani diu que tenia 600 botigues, 8 caravanserralls, 40 mesquites i 9 madrasses, i considera la població només d'uns 30.000 habitants i altres estimacions sota Curzon coincideixen en aquesta estimació (uns 40.000 habitants al començar el segle xx). En aquest temps es va iniciar la comunicació telegràfica amb Teheran i el 1890 es va obrir sucursal del banc Imperial de Pèrsia. El 1899 fou unida per carretera a Teheran i el 1906 a Hamadan.
Durant la revolució constitucional va tenir dos representants a l'assemblea consultiva i es va elegir un consell provincial (andjuman-i wilayati) així com consells populars, però foren dissolts després de l'atac de Muhàmmad Ali a l'assemblea el 1908. La resistència a Muhàmmad Ali es va fer forta a Tabriz i Esfahan i el moviment nacionalista es va estendre al Gilan, on el líder nacionalista Yeprim Khan, d'acord amb els nacionalistes de Qazvín, va ocupar aquesta ciutat el 1909 i des d'allí va avançar cap a Teheran; per pressionar als nacionalistes, Rússia va enviar tropes a Qazvín (juliol de 1909) que hi van restar fins al 1911 però van retornar al desembre d'aquest mateix any. L'agitació es va mantenir durant la I Guerra Mundial. Els jangalis van estar a punt d'ocupar la ciutat el març de 1918; el juny de 1918 s'hi va establir la Dunster Force que va iniciar operacions contra els jangalis.

## Època contemporània
El 1921 fou escenari del cop d'estat de Rida Khan, que va fundar la dinastia Pahlavi. El 1940 els russos van bombardejar Qazvín. L'emigració cap a Teheran fou notable entre 1930 i 1960. Els darrers terratrèmols importants foren el de 1962 i sobretot el de març de 2003.

## Monuments
- Ruïnes de Meimoon Ghal'eh, edifici sassànida.

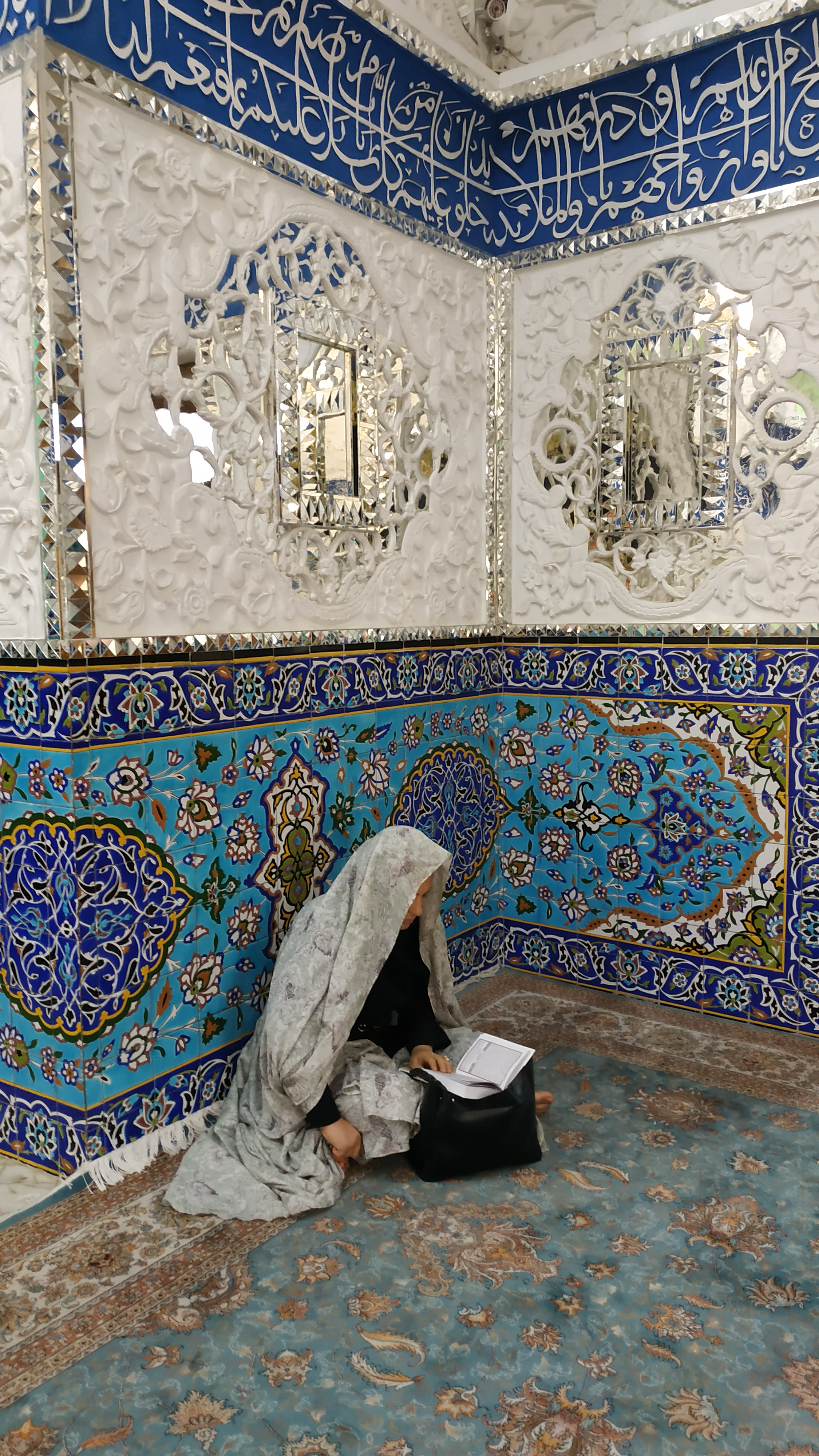
Dona resant en una mesquita de Qazvin.

- Casa de Chehelsotoon (Kolah Farangi), període safàvida, avui museu.
- Palau de Shah Tahmasp, restaurat
- Tomba d'al-Mustawfi, restaurada
- Mesquita Jame' Atiq
- Mesquita Heydarieh
- Mesquita al-Nabi amb 14000 m², safàvida
- Mesquita Sanjideh
- Mesquita Panjeh Ali.
- Mesquita Peighambarieh de 1644
- Mesquita Mullah Verdikhani de 1648.
- Mesquita Salehieh de 1845.
- Mesquita Sheikhol Islam, restaurada el 1903.
- Escola Eltefatieh, il-kànida
- Escola i Mesquita Sardar, construïda pels germans Husayn Khan i Hasan Khan Sardar el 1815
- Edifici de l'Ajumtament (construït pels russos com a Sala de Ballet)
- Reserva d'aigua (construïda pels russos)
- Església Cantor (construïda pels russos)
- Tombes seljúcides
- Torres bessones de Kharaghan de 1067

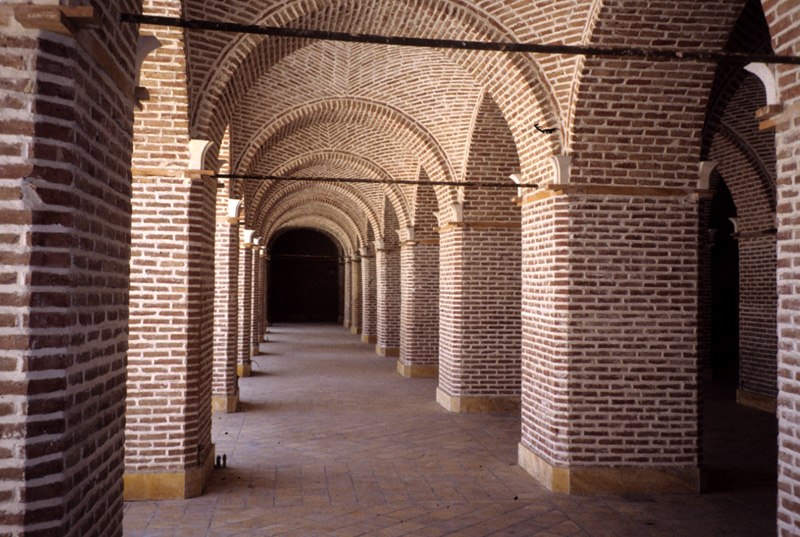
Caravanserrall de Sa'd al-Saltaneh.
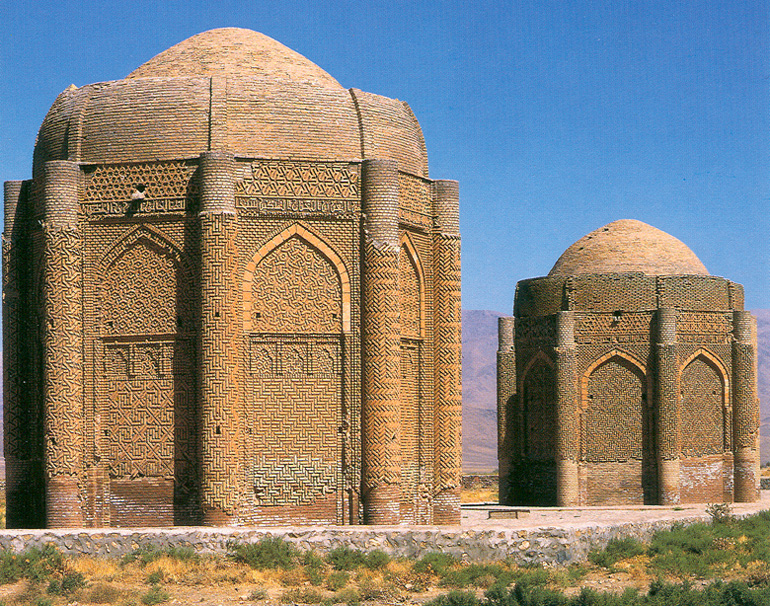
Torres de Kharaghan.
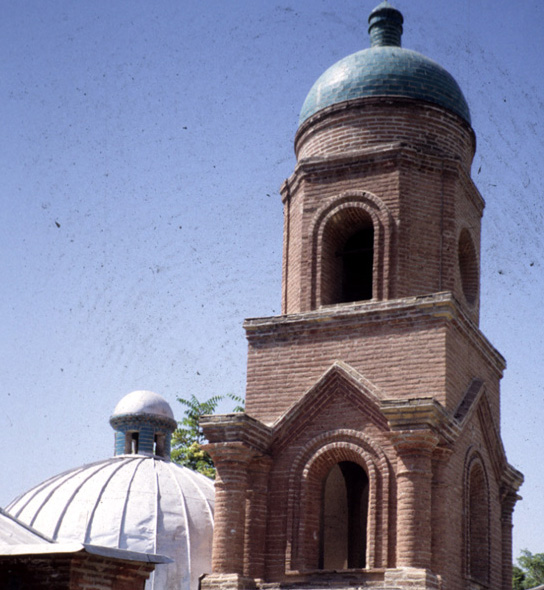
Església russa
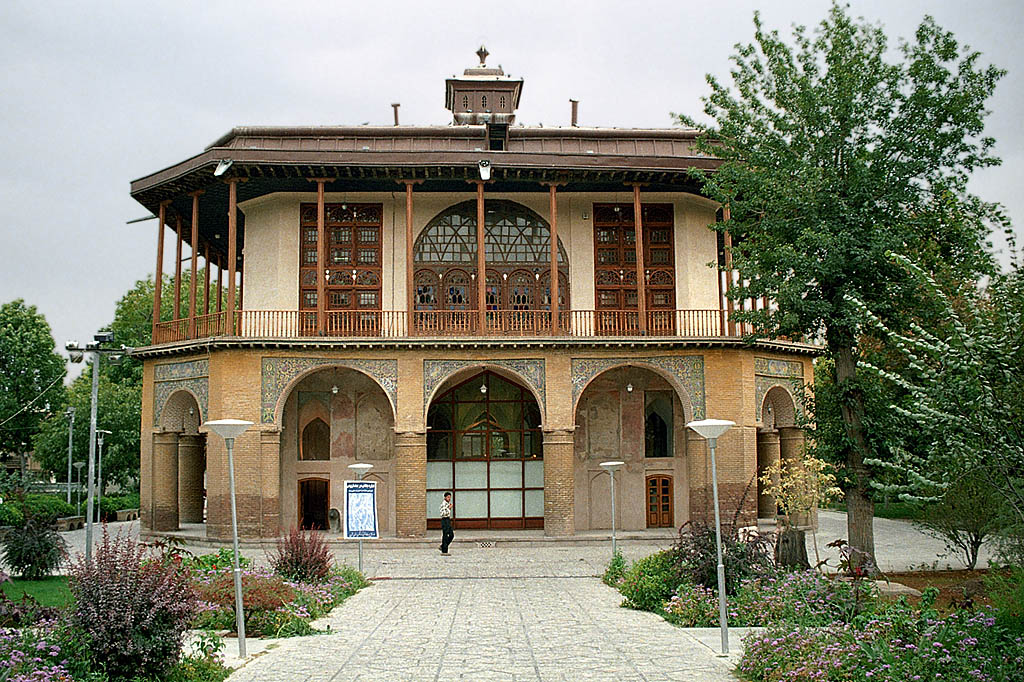
Chehelsotoon